# Місцеві вибори в Латвії 2025
Місцеві вибори в Латвії 2025 року відбулися 7 червня. Громадяни обирали 42 органи місцевого самоврядування: 35 краєвих дум і 7 дум міст республіканського підпорядкування. Організацією виборів займалася Центральна виборча комісія.
Кількість депутатів у місцевих думах залежить від чисельності населення самоврядування і може становити 13, 15, 19 або 23 депутати. Винятком є Ризька дума, яка складається з 60 депутатів.

## Адміністративно-територіальні зміни
1 червня 2021 року Конституційний суд Латвії постановив, що приєднання Вараклянського краю до Резекненського краю суперечить Конституції Латвії. У відповідь Сейм вирішив зберегти існування Вараклянського краю як 43-го самоврядування до 2025 року.
У червні 2024 року Сейм ухвалив рішення про об'єднання Вараклянського краю з Мадонським краєм. Вибори 2025 року в Мадонському краї пройдуть уже в нових межах.

## Характеристика кандидатів
На виборах було зареєстровано 5929 кандидатів — 3636 (61,3%) чоловіків і 2293 (38,7%) жінок у 340 списках. Вищу освіту мають 4149 (69,9%) кандидатів, середню освіту — 1628 (27,5%) кандидатів, базову освіту — 152 (2,6%) кандидати. 5927 (99,8%) мають громадянство Латвійської Республіки, шість кандидатів — громадянство Німеччини, три кандидати — громадянство Великої Британії, по два кандидати — громадянство США, Естонії або Канади. У виборах також братимуть участь по одному громадянину Австралії, Ірландії та Фінляндії.
33 або 0,6% кандидатів мають 18 років, 23 або 0,4% кандидатів мають більше 80 років. Середній вік кандидатів — 47,4 роки. Найбільш численні вікові групи на виборах — 41—50 років 1551 (26,1%), 51—60 років 1403 (23,7%) та 31—40 років 1384 (23,3%).[2] Наймолодший кандидат — 2007 року рік, студент Ризького державного технікуму Євгеній Восходов, який балотується в Олайненському районі і якому 18 років, найстарший кандидат — 1936 року народження пенсіонер Ілгаїтіс Прусис, який балотується в Юрмалі і якому 89 років.
4792 (80,9%) кандидати були зареєстровані як латиші, 301 (5,1%) — росіяни, 56 (0,9%) — поляки, 38 (0,6%) — українці, 22 (0,4%) — білоруси, 22 (0,4%) — литовці, 5 (0,1%) — німці, 3 (0,1%) ліви, а також 2 азербайджанці, 2 євреї, 2 грузини, 1 башкир, 1 естонець, 1 лакц, 1 молдован, 1 фін i 1 татарин. 677 (11,5%) кандидатів не вказали свою національність.

## Проведення виборів

### Система голосування
Закон про вибори до місцевих рад Латвії визначає, що місцеві ради обираються на рівних, прямих, таємних, вільних і пропорційних виборах, розподіляючи місця між партіями, які набрали щонайменше 5% голосів за методом Вебстера-Сенлаге. Вибори зазвичай проводяться раз на чотири роки, у першу суботу червня, але Саємі має право вимагати проведення позачергових виборів. Якщо проводяться позачергові вибори і до закінчення терміну повноважень попередньої ради залишається більше двох місяців, але менше двох років, то рада обирається на продовжений термін — до наступних призначених виборів до місцевих органів влади, а якщо більше двох років, то на скорочений термін — до наступних призначених виборів до місцевих органів влади.
Право брати участь у виборах до місцевих органів влади мають громадяни Латвії та інших держав-членів Європейського Союзу (ЄС) віком від 18 років, які мають зареєстроване місце проживання у відповідній адміністративній території за 90 днів до дня виборів або які мають нерухоме майно у відповідній адміністративній території. Для підтвердження особи виборця необхідно пред'явити дійсний паспорт громадянина ЄС або посвідчення особи (eID-картку).

### Нові виборчі бюлетені
Починаючи з місцевих виборів 2025 року, буде змінено вигляд виборчих бюлетенів та порядок голосування. Замість колишніх бюлетенів, де можна було поставити «+» або викреслити відповідного кандидата, будуть бюлетені, де біля відповідного кандидата буде дві колонки — «за» і «проти». Якщо виборець особливо підтримує якогось кандидата, він повинен поставити позначку «за» (це може бути хрестик, галочка, зафарбування), а якщо не підтримує — позначити «проти». У виборчий конверт можна буде також вкласти незмінений бюлетень.